# Mordfall Travis Alexander

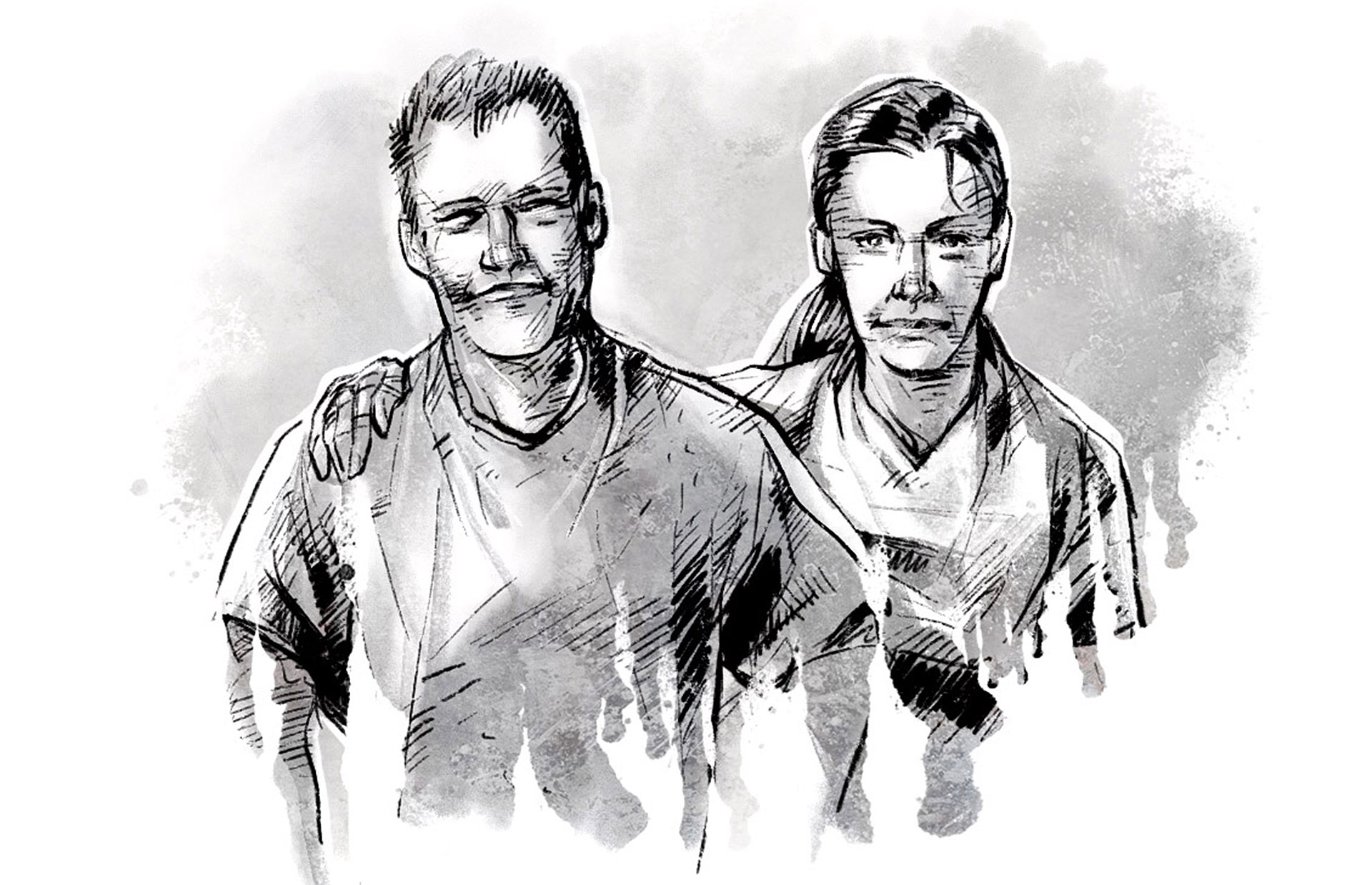
Das Paar, Handskizze nach Polizeifotos

Der Mordfall Travis Alexander ist ein Kriminalfall der US-amerikanischen Rechtsgeschichte mit hohem Medieninteresse. Der 30-jährige Versicherungsverkäufer Travis Alexander wurde am 4. Juni 2008 in seiner Wohnung in Mesa (Arizona) mit einem Kopfschuss, 27 Messerstichen und einem Kehlenschnitt getötet. Das öffentliche Interesse war unter anderem deswegen so groß, weil die Gerichtsverhandlung gegen die Hauptverdächtige Jodi Arias vor laufenden Kameras stattfand und dabei Gewalt und Pornografie zentrale Rollen spielten. Die Angeklagte verstrickte sich in Widersprüche, die sie für das Geschworenengericht zusehends unglaubwürdig erscheinen ließen. Arias wurde am 8. Mai 2013 vom Maricopa County Superior Court des Mordes (First Degree Murder) an ihrem Ex-Freund Travis Alexander für schuldig befunden und am 13. April 2015 zu einer lebenslangen Haftstrafe ohne Aussicht auf Bewährung verurteilt.

## Vorgeschichte und Mord
Travis Alexander (* 28. Juli 1977) und Jodi Arias (* 9. Juli 1980) lernten sich im September 2006 auf einer Konferenz einer Multilevel-Marketing Verkäufer-Firma, die Rechtsschutzversicherungen vertreibt, im Rainforest Cafe im MGM Grand Hotel in Las Vegas kennen. Eine Woche später begannen sie eine Beziehung. Alexander gehörte einer mormonischen Glaubensgemeinschaft an, der Kirche Jesu Christi der Heiligen der Letzten Tage, und führte Arias im November 2006 dort zur Taufe.
Die Liebesbeziehung endete fünf Monate später, jedoch verkehrten Alexander und Arias weiterhin sexuell miteinander. Jodi Arias zog von Palm Desert, Kalifornien, nach Mesa, Arizona, dem Wohnsitz Alexanders. Knapp ein Jahr später, im April 2008, zog Arias zu ihren Großeltern nach Yreka, Kalifornien. Laut im Prozess vorgelegten widersprüchlichen Indizien betrieb Arias gegenüber ihrem Ex-Freund angeblich Stalking, drang in sein Facebook-Konto ein und hörte seinen Anrufbeantworter ab. Am 28. Mai fand im Haus der Großeltern ein angeblicher Einbruch statt, bei dem eine Schusswaffe des Kalibers 6,35 mm Browning abhandenkam. Am 2. Juni mietete Jodi Arias in Redding, Kalifornien, einen Wagen an, mit dem sie in den folgenden drei Tagen 4500 Kilometer zurücklegte.
Am 4. Juni 2008 starb Travis Alexander. Freunde fanden seinen durch 27 bis 29 Stichwunden verstümmelten Körper fünf Tage später in der Dusche seines Apartments in Mesa. Alexanders Hals war durchtrennt, sein Kopf wies eine Schusswunde über der rechten Augenbraue auf, hervorgerufen durch ein Projektil des Kalibers 6,35 mm.

## Ermittlungen und Gerichtsverfahren
Die Polizei fand im Bad die DNA von Alexander und Arias. In der Waschmaschine befand sich eine kürzlich von Alexander gekaufte Digitalkamera; auf dem gelöschten Speicherchip fanden die Ermittler Fotos, die die beiden u. a. in sexuell eindeutigen Posen zeigten, aufgenommen am frühen Nachmittag des Mordtags, des Weiteren Fotos mit Zeitstempel ab 17:20 Uhr von Alexander unter der Dusche, wenige Minuten bevor es zu dem wie auch immer gearteten Geschehen kam. Wenig später aufgenommene Fotos zeigten ihn dann stark blutend im Bad.
Jodi Arias wurde am 15. Juli in Kalifornien verhaftet und im September nach Phoenix, Arizona, überführt. Sie lieferte im Laufe der Ermittlungen und des am 10. Dezember 2012 beginnenden Prozesses mehrere Versionen der Tat. Zunächst behauptete sie, sie hätte Alexander zuletzt im April 2008 gesehen und sei am Tag der Tat gar nicht in Arizona gewesen. Später gab sie zu, am fraglichen Tag in Alexanders Wohnung gewesen, aber von zwei Eindringlingen überfallen worden zu sein, die sie angegriffen und Alexander getötet hätten. In der letzten Version gab sie zu, Alexander selbst getötet zu haben, in Notwehr gegen häusliche Gewalt.
Der Staatsanwalt forderte von Anfang an die Todesstrafe, während die Verteidigung auf verminderte Schuldfähigkeit wegen Notwehr plädierte. Mehrere Psychologen traten als Sachverständige auf; zeitweise standen eine posttraumatische Belastungsstörung Arias' wegen Misshandlung durch ihre Eltern und eine Borderline-Persönlichkeitsstörung zur Diskussion. Später gab Arias an, von Alexander mental, physisch und sexuell missbraucht worden zu sein.
Am 4. Februar 2013 trat die Angeklagte selbst in den Zeugenstand. An den 18 live von CNN übertragenen Prozesstagen im Zeugenstand verstrickte sie sich in Widersprüche, sodass es die Jury am 8. Mai 2013 als bewiesen ansah, Arias sei des Mordes schuldig, also ein Urteil fällte, das entweder die Todesstrafe oder lebenslange Haft ohne Möglichkeit der vorzeitigen Entlassung zur Folge hat. Die Geschworenen konnten sich am 23. Mai 2013 nicht auf die Todesstrafe einigen, weswegen das Verfahren den Status mistrial (fehlgeschlagenes Verfahren) bekam und mit neuen Geschworenen zu Ende geführt wurde, die dann nur noch darüber zu entscheiden hatten, ob die Todesstrafe verhängt wird oder nicht. In den meisten anderen US-Bundesstaaten, die die Todesstrafe vollstrecken, erhält ein verurteilter Mörder bei über das Strafmaß unentschiedener Jury automatisch lebenslange Haft. Auch in der Wiederverhandlung rund ein Jahr später, auf die die Staatsanwaltschaft und die Opferfamilie bestanden, konnte sich die Jury nicht auf die Todesstrafe einigen und sie endete wiederum in einem Mistrial. Danach blieben nur noch lebenslange Haft mit Aussicht auf vorzeitige Entlassung nach 25 Jahren oder lebenslange Haft bis zum Tod als Optionen übrig, da die Staatsanwaltschaft nur zweimal die Todesstrafe beantragen kann. Am 13. April 2015 fand das Gericht sein Strafmaß und verurteilte Arias zu einer lebenslangen Haftstrafe ohne Aussicht auf vorzeitige Entlassung.